# Restormel Castle
Restormel Castle ist eine Burgruine in der Grafschaft Cornwall in Großbritannien. Sie liegt auf einem Hügel oberhalb des Flusstals des River Fowey. Sie zählt zu den ältesten und besterhaltenen normannischen Burgen der Grafschaft.

## Geschichte
Restormel Castle wurde ursprünglich um 1100 aus Holz erbaut. Im späten 13. Jahrhundert wurde die Burg von Edmund, 2. Earl of Cornwall als eigene Residenz in Stein wiedererbaut. Zweimal hielt Edward, der Schwarze Prinz hier Hof. Militärisch spielte die Burg keine bedeutende Rolle. Die einzige überlieferte Kampfhandlung fand erst während des Englischen Bürgerkriegs im 17. Jahrhundert statt. Die Burg war von einer parlamentarischen Garnison besetzt, die 1644 von royalistischen Truppen vertrieben wurde. Danach verfiel die Burg zur Ruine.

## Anlage

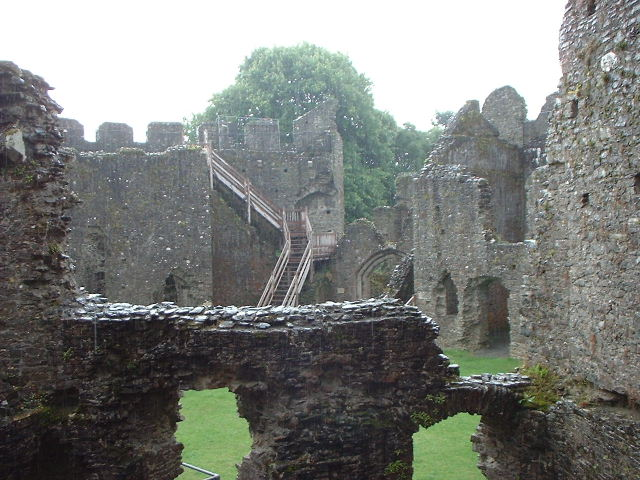
Blick ins Innere des Shell Keep

Die Burg war als Motte angelegt und bestand aus einer runden Oberburg und einer Unterburg. Die Unterburg, die einst die Wirtschaftsgebäude enthielt, ist weitgehend verschwunden. Die Oberburg ist dagegen als Ruine erhalten. Hinter einem siebzehn Meter breiten Graben ragen die Mauern des kreisrunden Shell Keeps über sieben Meter empor. Aus dem Mauerrund ragen das Torhaus und die Kapelle hervor. An die Außenmauern waren von innen die Great Hall, die Privaträume wie auch die Küchen angebaut. Trotz ihres wehrhaften Äußeren diente die Burg eher als beeindruckende Residenz denn als Festung. Hiervon zeugen schon die großen Fenster der Great Hall in der Außenmauer.
Die Burg wird heute von English Heritage verwaltet und kann besichtigt werden.